# Chrysopa
Chrysopa is een geslacht van insecten uit de familie van de gaasvliegen (Chrysopidae). 

## Soorten

### OndergeslachtEuryloba
- C. (Euryloba) zhangi X.-k. Yang, 1991

### Niet gebonden aan een ondergeslacht
- C. abbreviata

Zandgaasvlieg Curtis, 1834
- C. acuta Hagen, 1852
- C. adnexa Navás, 1929
- C. adnixa Esben-Petersen, 1913
- C. adonis Banks, 1937
- C. alethes Banks, 1940
- C. alobana Banks, 1944
- C. altaica Hölzel, 1967
- C. altaiensis Hölzel, 1980
- C. amabilis Banks, 1938
- C. angustipennis Stephens, 1836
- C. annotaria Banks, 1946
- C. annularis Navás, 1921
- C. argyrea Navás, 1915
- C. astarte Hölzel, 1967
- C. atala Brauer, 1865
- C. atrioris Banks, 1920
- C. aurea Kimmins, 1951
- C. aztecana Banks, 1903
- C. azygota Banks, 1915
- C. bandrensis (Navás, 1929)
- C. bandrina Navás, 1935
- C. barberina Navás, 1932
- C. batesi Banks, 1946
- C. beccarii Navás, 1929
- C. behni Beuthin, 1875
- C. benaventi (Navás, 1930)
- C. bermudezi Navás, 1927
- C. bineura Navás, 1936
- C. bolivarensis Navás, 1929
- C. bolivari Banks, 1913
- C. bonnini Lacroix, 1919
- C. brevihirta Banks, 1946
- C. buehleri Handschin, 1936
- C. bulbosa (Navás, 1926)
- C. bullocki Navás, 1933
- C. calathina C.-k. Yang & X.-k. Yang, 1989
- C. camposana Navás, 1935
- C. cantonensis Navás, 1931
- C. caprae (Navás, 1929)
- C. cephalica Navás, 1936
- C. climacia Navás, 1935
- C. coloradensis Banks, 1895
- C. comitissa (Navás, 1914)
- C. commata

Kommagaasvlieg Kis & Ujhelyi, 1965
- C. concinna Banks, 1944
- C. conformis (Rambur, 1842)
- C. corsica Hagen, 1864
- C. curdica Hölzel, 1967
- C. cymantis Banks, 1944
- C. cymbele Banks, 1933
- C. chacranella Banks, 1915
- C. chazaudi Navás, 1923
- C. chemoensis (Navás, 1936)
- C. chi Fitch, 1855
- C. dahli Navás, 1925
- C. dampfina Navás, 1928
- C. darlingtoni Banks, 1938
- C. dasyptera McLachlan, 1872
- C. decarlina Navás, 1924
- C. derota Banks, 1937
- C. devia McLachlan, 1887
- C. dichroa Navás, 1923
- C. distracta Navás, 1930
- C. domingensis Banks, 1941
- C. dorsalis

Dennengaasvlieg Burmeister, 1839
- C. dubitans McLachlan, 1887
- C. durandi Lacroix, 1925
- C. emiliae Lacroix, 1919
- C. eudora Banks, 1937
- C. everina Banks, 1946
- C. excelsior Banks, 1937
- C. excepta Banks, 1911
- C. eximia C.-k. Yang et al., 1999
- C. facialis Navás, 1927
- C. fascialis Banks, 1905
- C. favrei Navás, 1935
- C. feana (Navás, 1929)
- C. festana Navás, 1932
- C. filicornis Fitch, 1855
- C. filosa (Fabricius, 1787)
- C. flata C.-k. Yang et al., 1999
- C. flaviceps (Brullé in Webb & Berthelot, 1839)
- C. formosa Brauer, 1851
- C. fornicata X.-k. Yang & C.-k. Yang, 1990
- C. fratercula Banks, 1940
- C. frequens Esben-Petersen, 1913
- C. fulvocephala Curtis, 1834
- C. fuscostigma Esben-Petersen, 1933
- C. gasteria Navás, 1917
- C. gestroi Navás, 1929
- C. gibeauxi (Leraut, 1989)
- C. grandis (Navás, 1933)
- C. gratiosa (Navás, 1933)
- C. hansensis Navás, 1929
- C. hestia Banks, 1918
- C. himalayana Ghosh, 1986
- C. huasanensis Navás, 1915
- C. hummeli Tjeder, 1936
- C. hungarica Klapálek, 1899
- C. inaequata Navás, 1935
- C. incompleta Banks, 1911
- C. infulata X.-k. Yang & C.-k. Yang, 1990
- C. intemerata Navás, 1934
- C. intima McLachlan, 1893
- C. isolata Banks, 1914
- C. jacobsoni Van der Weele, 1909
- C. jaspida X.-k. Yang & C.-k. Yang, 1990
- C. javanica Esben-Petersen, 1913
- C. julia Navás, 1927
- C. kansuensis Tjeder, 1936
- C. lambda Navás, 1933
- C. laminaris Navás, 1917
- C. latithorax Banks, 1913
- C. leptana Banks, 1914
- C. lezeyi Navás, 1910
- C. lojensis Navás, 1929
- C. lorenzana Navás, 1913
- C. loriae Navás, 1929
- C. luederwaldti Navás, 1923
- C. magica X.-k. Yang, 1990
- C. mainerii Navás, 1929
- C. malayana Esben-Petersen, 1926
- C. marcida Banks, 1937
- C. margaritina (Palisot de Beauvois, 1807)
- C. marianachlorocephala Lacroix, 1917
- C. mendocensis Navás, 1918
- C. mesonotalis Esben-Petersen, 1926
- C. metanotalis Navás, 1924
- C. meyeri Handschin, 1936
- C. mimeuri Navás, 1936
- C. minda C.-k. Yang et al., 1999
- C. mindanensis Banks, 1937
- C. montana Navás, 1915
- C. naesonympha Brauer, 1865
- C. navasi

Chrysopa navasi (Lacroix, 1913) Lacroix, 1913
Chrysopa navasi (Lacroix, 1916) Lacroix, 1916
- C. neimengana X.-k. Yang & C.-k. Yang, 1990
- C. nervulosa Navás, 1924
- C. nierembergi Navás, 1908
- C. nigra Okamoto, 1919
- C. nigrescens Hölzel & Ohm, 1986
- C. nigricornis Burmeister, 1839
- C. nigricostata

Zwartstreepgaasvlieg Brauer, 1851
- C. nigripalpis Banks, 1910
- C. notulata Banks, 1937
- C. nymphodes Navás, 1914
- C. obesa Navás, 1929
- C. oculata Say, 1839
- C. ochracea Albarda, 1881
- C. ophthalmica Navás, 1913
- C. orientalis Hagen, 1859
- C. pallens

Gevlekte gaasvlieg (Rambur, 1838)
- C. paolii Navás, 1927
- C. parallela Navás, 1931
- C. parvula Doumerc, 1861
- C. perla (Linnaeus, 1758) - gewone gaasvlieg
- C. perplexa McLachlan, 1887
- C. persica Hölzel, 1966
- C. peruviana Navás, 1925
- C. phyllochroma Wesmael, 1841
- C. pictifacialis C.-k. Yang et al in Huang et al., 1988
- C. pigmentata Handschin, 1935
- C. pleuralis Banks, 1911
- C. polonica Lurie, 1898
- C. polyphlebia Navás, 1914
- C. pucayensis Navás, 1929
- C. puerula Navás, 1921
- C. pullata Banks, 1944
- C. punctata (Navás, 1936)
- C. pusilla Schneider, 1851
- C. quadripunctata Burmeister, 1839
- C. reboredina Navás, 1933
- C. regalis Navás, 1915
- C. reichardti Bianchi in Martynova & Bianchi, 1931
- C. ricana Navás, 1929
- C. rossa Navás, 1924
- C. ruizi Navás, 1934
- C. sajanina (Navás, 1928)
- C. sanguinea (Navás, 1928)
- C. sapporensis Okamoto, 1914
- C. sarta Banks, 1914
- C. satoruna Navás, 1922
- C. scalai Navás, 1917
- C. senior (Navás, 1928)
- C. septemmaculata Tsukaguchi, 1995
- C. sequens Banks, 1943
- C. serrana Navás, 1927
- C. siderocephala Navás, 1933
- C. silvestrina Navás, 1929
- C. slossonae Banks, 1924
- C. smitzi Navás, 1914
- C. sogdianica McLachlan in Fedchenko, 1875
- C. steinbachi Navás, 1925
- C. strumata X.-k. Yang & C.-k. Yang, 1990
- C. sumatrensis (Navás, 1929)
- C. tacorensis Navás, 1934
- C. taikuensis Kuwayama, 1962
- C. thibetana McLachlan, 1887
- C. thieli Navás, 1929
- C. thomasensis Navás, 1929
- C. tibialis (Banks, 1914)
- C. timberlakei Penny et al., 2000
- C. tortolana Banks, 1949
- C. trifurcata Banks, 1949
- C. valdezi Banks, 1924
- C. vilallongae Navás, 1935
- C. villica Navás, 1929
- C. virgata Handschin, 1935
- C. virgestes Banks, 1911
- C. viridana Schneider, 1845
- C. viridinervis Jakowleff, 1869
- C. wagneri Esben-Petersen, 1932
- C. walkeri McLachlan, 1893
- C. xanthocephala Navás, 1915
- C. ypsilon A. Costa, 1884
- C. yuanica Navás, 1932
- C. zangda C.-k. Yang, 1987